# Wojciechówek (Wojciechów)
Wojciechówek – część wsi Wojciechów, w Polsce, w województwie dolnośląskim, w powiecie złotoryjskim, w gminie Zagrodno.

## Podział administracyjny
W latach 1975–1998 miejscowość należała administracyjnie do województwa legnickiego.